# Trey Lorenz

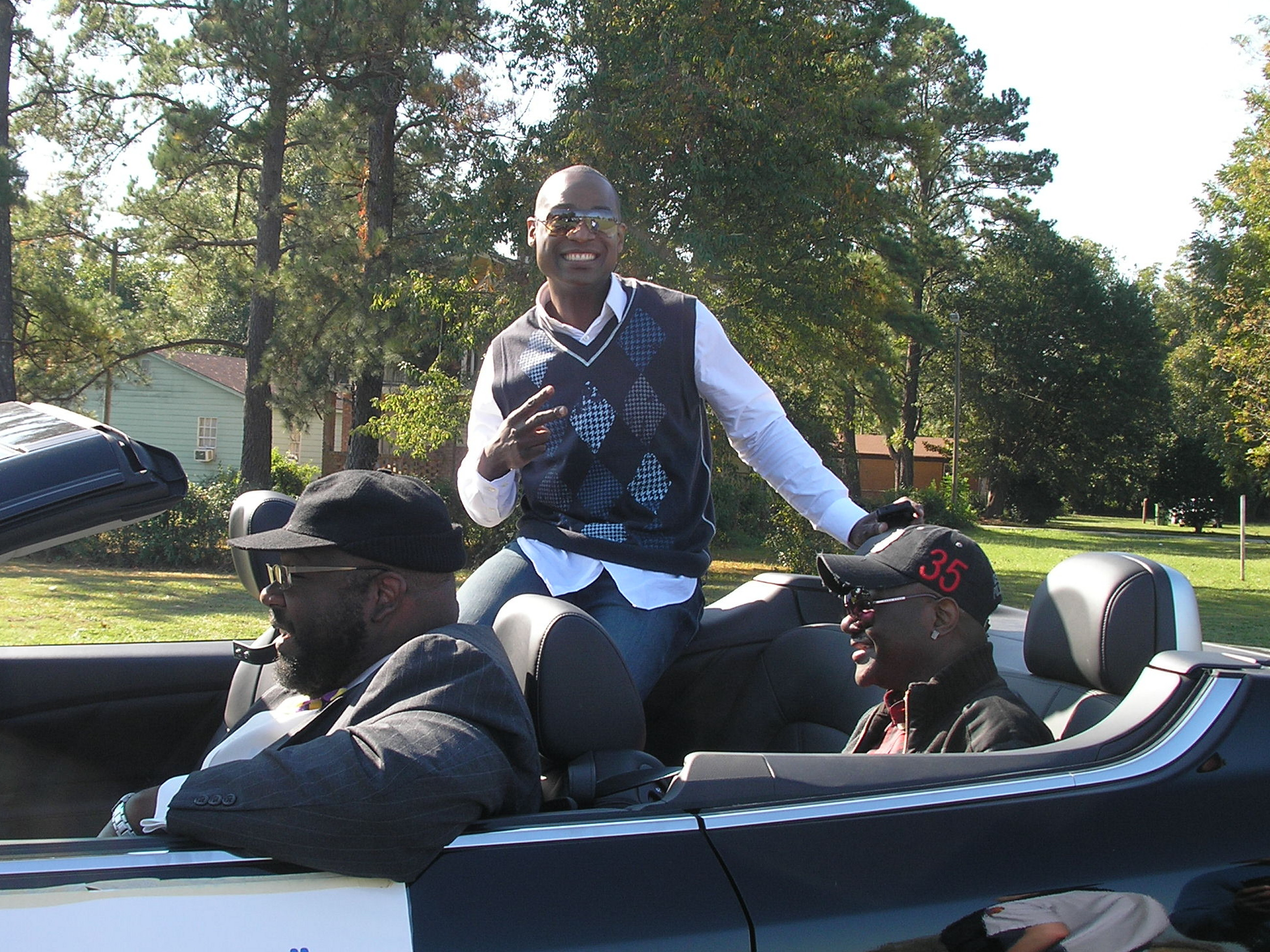
Trey Lorenz (2011)

Trey Lorenz (* 19. Januar 1969 in Florence als Lloyd Lorenz Smith) ist ein afroamerikanischer Sänger und Songwriter. Er ist Absolvent der Wilson High School.

## Biografie
Lorenz begann seine Karriere als Backgroundsänger auf Mariah Careys erster Promotiontour im Jahr 1990. Ein Jahr später steuerte er den Backgroundgesang zu Careys Album Emotions bei. 1992 war Lorenz wieder als Backgroundsänger an der Seite von Mariah Carey für einen Auftritt bei MTV Unplugged zu sehen und zu hören. Dort präsentierten die beiden eine Cover-Version des Jackson-5-Hits I'll Be There, den sie auch auf der offiziellen Trauerfeier von Michael Jackson am 7. Juli 2009 sangen. Die Unplugged-Version wurde als Single veröffentlicht und ein Nummer-eins-Hit in den Vereinigten Staaten. In der Folge erhielt Lorenz einen Plattenvertrag und nahm sein erstes Album Trey Lorenz auf, das 1992 veröffentlicht wurde. Die Single Someone to Hold, die von Mariah Carey mitgeschrieben und mitproduziert wurde, und bei der sie den Backgroundgesang zusteuerte, kletterte bis auf Platz 19 der US-amerikanischen Billboard Hot 100 Singles Charts. Das Album selbst hatte weniger Erfolg und landete auf Platz 111 der Billboard 200 Albums Charts, weshalb sein Label sich wieder von ihm trennte.
Lorenz kehrte zu seiner Tätigkeit als Backgroundsänger zurück und arbeitete mit Künstlern wie TLC, Selena Quintanilla-Pérez und Usher. Zusammen mit der polnischen Sängerin Basia nahm Lorenz das Lied She Deserves It für ihr Album The Sweetest Illusion (1994) auf. Ab 1997 unterstützte Lorenz erneut Mariah Carey bei ihren Alben und Konzert-Touren. Außerdem nahm er die Lieder Make You Happy für den Men-in-Black-Soundtrack (1997) und I'm Still Not Over You für den Money-Train-Soundtrack (1995) auf. Er war bei Mariah Careys Label MonarC und bei Jermaine Dupris Label So So Def Records unter Vertrag, veröffentlichte dort aber nichts.
Lorenz' zweites Album Mr. Mista wurde am 16. September 2006 veröffentlicht. Zu den Songs auf diesem Album zählt auch See You Sometime, das er während seiner Charmbracelet World Tour sang.

## Diskografie

### Studioalben
| Jahr | Titel       | Höchstplatzierung, Gesamtwochen, AuszeichnungChartplatzierungen (Jahr, Titel, Platzierungen, Wochen, Auszeichnungen, Anmerkungen) | Höchstplatzierung, Gesamtwochen, AuszeichnungChartplatzierungen (Jahr, Titel, Platzierungen, Wochen, Auszeichnungen, Anmerkungen) | Höchstplatzierung, Gesamtwochen, AuszeichnungChartplatzierungen (Jahr, Titel, Platzierungen, Wochen, Auszeichnungen, Anmerkungen) | Höchstplatzierung, Gesamtwochen, AuszeichnungChartplatzierungen (Jahr, Titel, Platzierungen, Wochen, Auszeichnungen, Anmerkungen) | Höchstplatzierung, Gesamtwochen, AuszeichnungChartplatzierungen (Jahr, Titel, Platzierungen, Wochen, Auszeichnungen, Anmerkungen) | Anmerkungen                              |
| Jahr | Titel       | DE | AT | CH | UK | US | Anmerkungen                              |
| ---- | ----------- | --- | --- | --- | --- | --- | ---------------------------------------- |
| 1992 | Trey Lorenz | — | — | — | — | US111 (8 Wo.)US | Erstveröffentlichung: 29. September 1992 |

Weitere Alben
- 2006: Mr. Mista

### Singles
| Jahr | Titel Album                    | Höchstplatzierung, Gesamtwochen, AuszeichnungChartplatzierungen (Jahr, Titel, Album, Platzierungen, Wochen, Auszeichnungen, Anmerkungen) | Höchstplatzierung, Gesamtwochen, AuszeichnungChartplatzierungen (Jahr, Titel, Album, Platzierungen, Wochen, Auszeichnungen, Anmerkungen) | Höchstplatzierung, Gesamtwochen, AuszeichnungChartplatzierungen (Jahr, Titel, Album, Platzierungen, Wochen, Auszeichnungen, Anmerkungen) | Höchstplatzierung, Gesamtwochen, AuszeichnungChartplatzierungen (Jahr, Titel, Album, Platzierungen, Wochen, Auszeichnungen, Anmerkungen) | Höchstplatzierung, Gesamtwochen, AuszeichnungChartplatzierungen (Jahr, Titel, Album, Platzierungen, Wochen, Auszeichnungen, Anmerkungen) | Anmerkungen                                         |
| Jahr | Titel Album                    | DE | AT | CH | UK | US | Anmerkungen                                         |
| ---- | ------------------------------ | --- | --- | --- | --- | --- | --------------------------------------------------- |
| 1992 | I’ll Be There MTV Unplugged    | DE33 (14 Wo.)DE | — | CH20 (11 Wo.)CH | UK2 (9 Wo.)UK | US1 Gold · (22 Wo.)US | Erstveröffentlichung: 26. Mai 1992 mit Mariah Carey |
| 1992 | Someone to Hold Trey Lorenz    | — | — | — | UK65 (2 Wo.)UK | US19 (20 Wo.)US | Erstveröffentlichung: 27. August 1992               |
| 1992 | Photograph of Mary Trey Lorenz | — | — | — | UK38 (3 Wo.)UK | — | Erstveröffentlichung: 17. Dezember 1992             |

Weitere Singles
- 1993: Just to Be Close to You
- 2007: My Everything
- 2011: Rescue Me